# Stipa entrerriensis
Stipa entrerriensis är en gräsart som beskrevs av Arturo Erhardo Erardo Burkart. Stipa entrerriensis ingår i släktet fjädergrässläktet, och familjen gräs. Inga underarter finns listade i Catalogue of Life.